# 乙酸苯乙酯
乙酸苯乙酯（Phenethyl acetate），别名醋酸苯乙酯，分子式C10H12O2。

## 性质
无色透明具有甜蜜香味的液体。相对密度1.0883（20°C）。熔点−31.1°C，沸点232.6°C。折射率1.5171（20°C）。不溶于水，溶于乙醇和乙醚。低毒。

## 制备
1、由乙酸与苯乙醇在硫酸催化之下进行酯化，再经中和、洗涤和分馏而得。
{\displaystyle \ CH_{3}COOH+C_{6}H_{5}CH_{2}CH_{2}OH\ {\xrightarrow {H_{2}SO_{4}}}\ CH_{3}COOCH_{2}CH_{2}C_{6}H_{5}+H_{2}O}
2、由苯乙醇与乙酐在乙酸钠存在下反应而得。
{\displaystyle \ CH_{3}C(O)O(O)CCH_{3}+C_{6}H_{5}CH_{2}CH_{2}OH\ {\xrightarrow {CH_{3}COONa}}\ CH_{3}COOCH_{2}CH_{2}C_{6}H_{5}+CH_{3}COOH}

## 用途
用于茉莉、玫瑰和风信子香精的配制，也用作溶剂、有机合成中间体。